# しぎ焼き

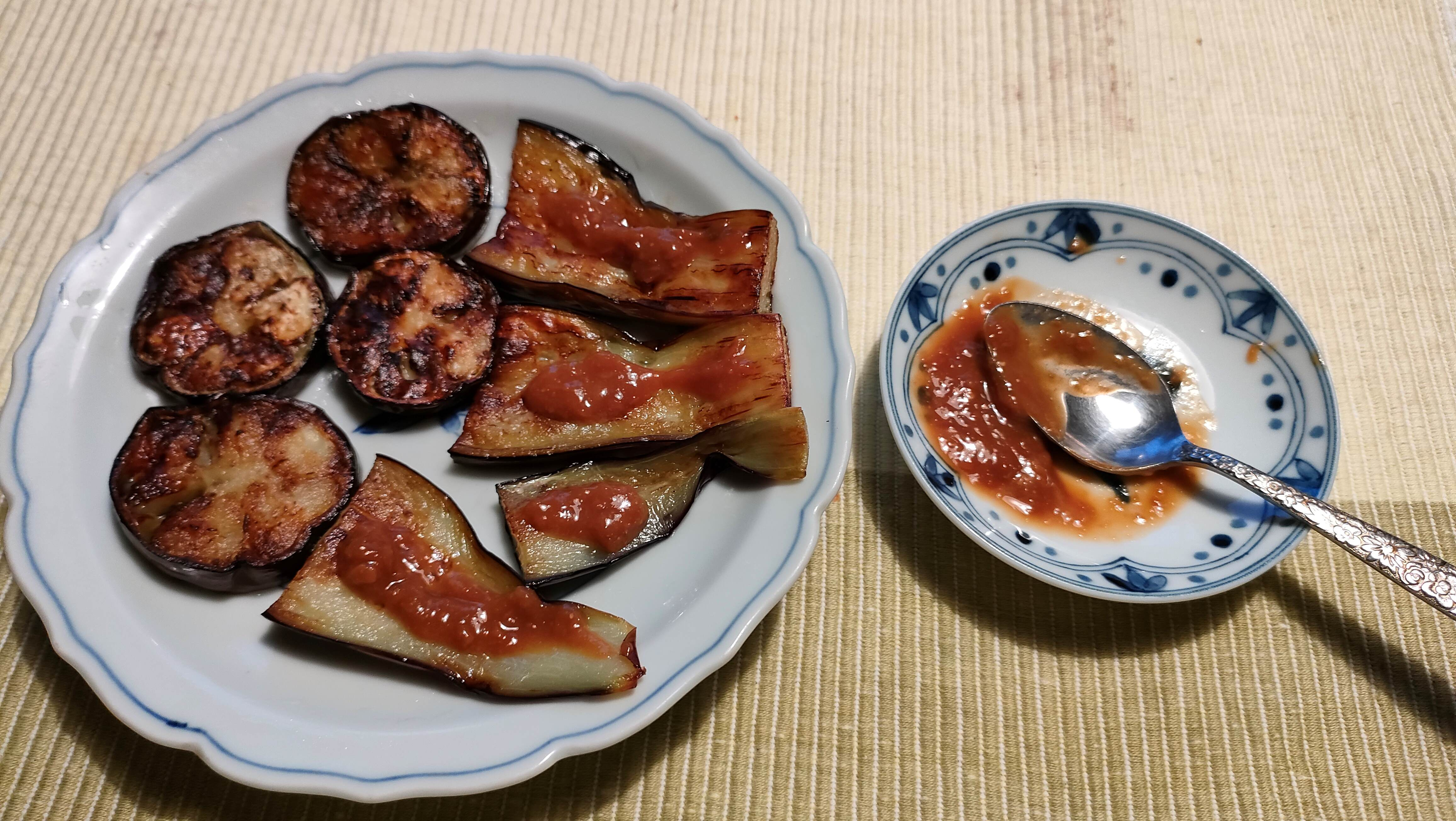
しぎ焼きの例１

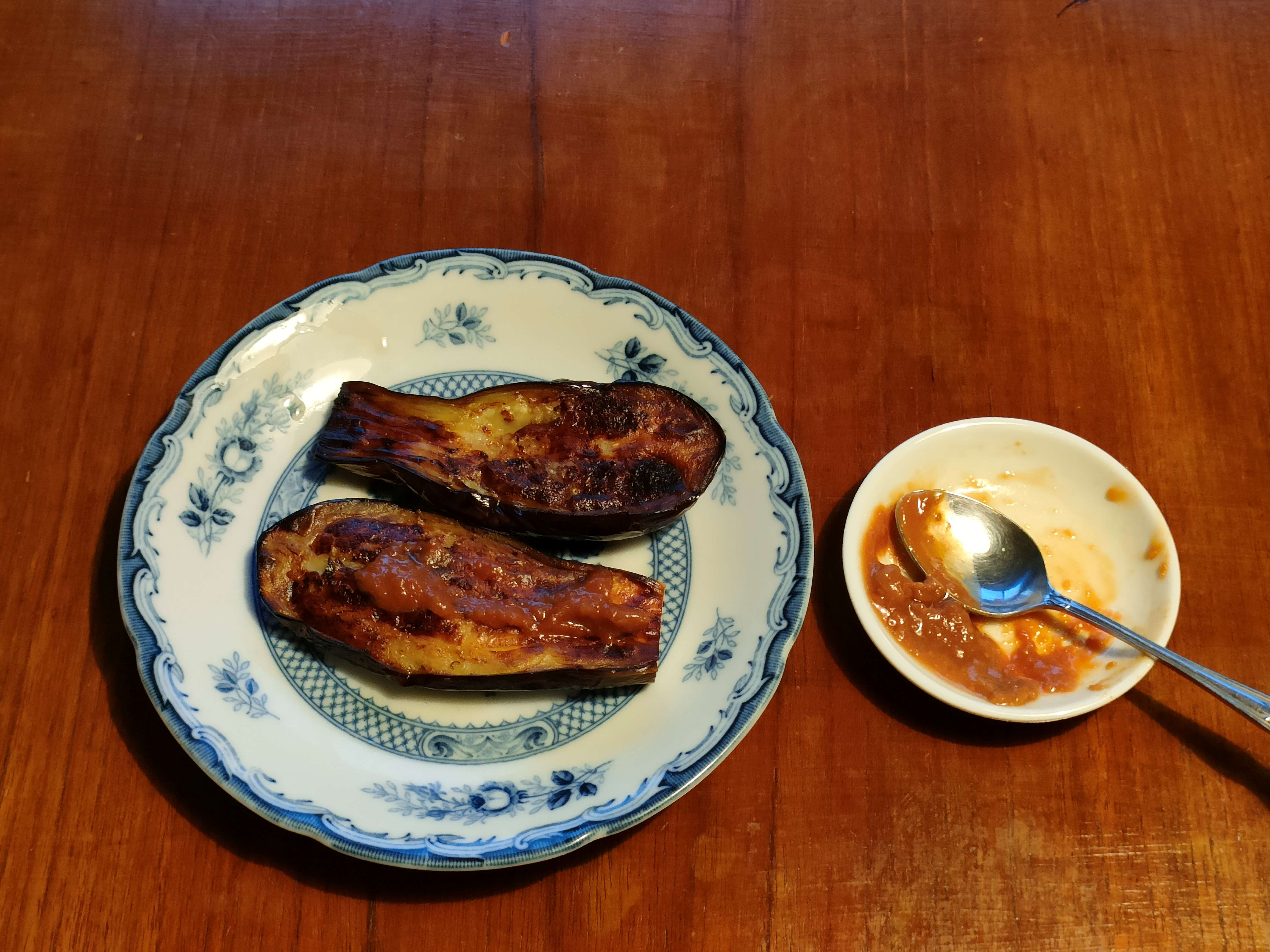
しぎ焼きの例２

しぎ焼き（しぎやき）あるいは鴫焼き（しぎやき）は、ナス料理の一種で、ナスを縦二つまたは厚めの輪切りにして、油で炒めて、味見味噌で味をつけて食べる料理をいう。

## 概要
一般的には、しぎ焼きとは、ナスに味噌をつけて炙り焼きした料理である。また、鶏肉を鳥類のシギ（鴫）の肉に見たてて、揚げ焼きしたナスや、煮浸ししたナスと合わせた料理のことをしぎ焼きと呼ぶこともある。
ナスの味噌田楽の一種とされるが、ナス田楽との違いを「しぎ焼きはごま油を使う」とすることもある。
「茄子の鴫焼」「鴫焼」「鴫焼き」は夏の季語である。

## 歴史
江戸時代初期の料理書『料理物語』には「鴫やき」として、ナスを茹でて串に刺し、山椒みそを付けて焼いた料理が掲載されている。
江戸時代中期にはナスに油を塗ってから味噌田楽にしたものや、山椒、柚子、唐辛子といった香味を加えた味噌を合わせるしぎ焼きのレシピも見られる。
いずれにせよ、江戸時代の「しぎ焼き」はナスの料理であり、料理名にもなっているシギの肉は無論のこと、他の鳥類の肉も用いられてはいない。
シギそのものは、日本では古代より食べられており、中世の饗応膳には「美物」（ごちそうの意）としてシギの料理が登場しており、江戸時代にもシギを用いた料理は食されている。先に挙げた『料理物語』にもシギは主要な食用鳥として挙げられており、汁物、煎り焼き、焼鳥、味噌煮込みなどの調理法が記されている。このことから、本項で挙げている「しぎ焼き」が、肉食の禁忌からナス料理に転じたものではないと推測される。
シギを用いないナス料理がなぜ「しぎ焼き」と呼ばれるのかは、江戸時代後期にも疑問があったようで喜多村信節は『瓦礫雑考』で「今のしぎ焼きは、鴫壺焼（しぎつぼやき）が転じたもの」と解説している。
戦国時代の料理書『武家調味故実』には「鴫壺（しぎつぼ）」が掲載されており、これは漬け茄子をくり抜いて皮を器として調理したシギ肉を詰め,蓋としてシギのくちばしを刺し、シギの全体を模した形状にした料理である。
『大草殿より相伝の聞書』には「鴫の壺入り」が掲載されている。ここで言う「壺」はナスのことで、ナスの代わりにナス形の木製の壺を用いてもよいと記されている。こちらも中にシギ肉を入れた料理である。
16世紀後半の『庖丁聞書』には、「鴫の壺焼」が掲載されており、こちらは生ナスの上に枝でシギの頭の形を作って置いた料理で、柚子味噌にも用いることが書かれており、シギ肉は使われていないようである。
江戸前期には俳諧として「鴫炙（しぎやき）や 茄子なれども とり肴」というのが残されており、鴫炙はシギ料理、鳥肉料理ではなくナス料理として親しまれていたことがうかがえる。
江戸時代の狂歌師唐衣橘洲は西行の「心なき身にもあはれは知られけり 鴫立つ沢の秋の夕暮れ」（新古今和歌集）をもじった「菜（さい）もなき膳にあはれは知られけり 鴫焼き茄子の秋の夕暮れ」(狂歌酔竹集)と、秋の日の夕食の菜（おかず）が鴫焼き茄子だけ食膳にあることを詠んだ。